# No Class Tour
A No Class Tour foi uma turnê do rapper americano Machine Gun Kelly, em apoio ao seu álbum de estreia Lace Up. A turnê foi patrocinada pela Limp Bizkit em datas selecionadas.

## Set list
Este set list é representativo das performances do dia 8 de Outubro de 2014.
1. See My Tears
2. Breaking News
3. Chip Off the Block
4. Swing Life Away
5. EST 4 Life
6. Invincible
7. Warning Shot
8. Free The Madness
9. Wanna Ball
10. Wild Boy
11. Mind of a Stoner
12. Peso
13. Sail

## Datas da turnê
| Data                   | Cidade        | País           | Local                    |
| ---------------------- | ------------- | -------------- | ------------------------ |
| América do Norte       |               |                |                          |
| 7 de setembro de 2014  | Casper        | Estados Unidos | Club Elevation           |
| 9 de setembro de 2014  | Rapid City    | Estados Unidos | Rushmore Hall            |
| 10 de setembro de 2014 | Sioux Falls   | Estados Unidos | Ramkota Expo Hall        |
| 11 de setembro de 2014 | Omaha         | Estados Unidos | Sokol Auditorium         |
| 12 de setembro de 2014 | Grand Forks   | Estados Unidos | Chester Fritz Auditorium |
| 15 de setembro de 2014 | Los Angeles   | Estados Unidos | Wiltern Theater          |
| 16 de setembro de 2014 | Las Vegas     | Estados Unidos | House of Blues           |
| 19 de setembro de 2014 | Dallas        | Estados Unidos | South Side Ballroom      |
| 20 de setembro de 2014 | San Antonio   | Estados Unidos | Aztec Theatre            |
| 21 de setembro de 2014 | Oklahoma City | Estados Unidos | Diamond Ballroom         |
| 24 de setembro de 2014 | Tulsa         | Estados Unidos | Cain's Ballroom          |
| 27 de setembro de 2014 | Maplewood     | Estados Unidos | Myth                     |
| 28 de setembro de 2014 | Chicago       | Estados Unidos | Aragon Ballroom          |
| 30 de setembro de 2014 | St. Louis     | Estados Unidos | The Pageant              |
| 1 de outubro de 2014   | Indianapolis  | Estados Unidos | Egyptian Room            |
| 3 de outubro de 2014   | Detroit       | Estados Unidos | The Fillmore             |
| 6 de outubro de 2014   | Huntington    | Estados Unidos | Paramount Theater        |
| 7 de outubro de 2014   | Upper Darby   | Estados Unidos | Tower Theater            |
| 8 de outubro de 2014   | New York City | Estados Unidos | Best Buy Theater         |
| 10 de outubro de 2014  | Boston        | Estados Unidos | House of Blues           |
| 11 de outubro de 2014  | Wallingford   | Estados Unidos | Oakdale Theatre          |
| 12 de outubro de 2014  | Silver Spring | Estados Unidos |                          |
| 14 de outubro de 2014  | Louisville    | Estados Unidos | Diamond Pub & Billiards  |
| 15 de outubro de 2014  | Springfield   | Estados Unidos | The Fillmore             |
| 16 de outubro de 2014  | Columbia      | Estados Unidos | The Blue Note            |
| 17 de outubro de 2014  | Wichita       | Estados Unidos | The Cotillion Ballroom   |
| 18 de outubro de 2014  | Des Moines    | Estados Unidos | Val Air Ballroom         |
| 19 de outubro de 2014  | Lincoln       | Estados Unidos | Bourbon Theater          |
| 21 de outubro de 2014  | Bemidji       | Estados Unidos | Sanford Center           |
| 24 de outubro de 2014  | Davneport     | Estados Unidos | Danceland Ballroom       |
| 26 de outubro de 2014  | Bloomington   | Estados Unidos | Castle Theater           |
| 30 de outubro de 2014  | Fargo         | Estados Unidos | Fargo Civic Center       |
| 31 de outubro de 2014  | Bismarck      | Estados Unidos | Bismarck Civic Center    |